# Al·lòtrops de l'oxigen
Es coneixen diversos al·lòtrops de l'oxigen. L'al·lòtrop més familiar és l'oxigen molecular (O₂), que es presenta a nivells significatius a l'atmosfera de la Terra i que també és conegut com a dioxigen o oxigen triplet. Un altre al·lòtrop és l'ozó. S'inclouen entre els altres: 
- Oxigen atòmic (O1), un radical lliure
- Oxigen singlet (O₂), qualsevol dels dos estats metaestables de l'oxigen molecular
- Tetraoxigen (O₄), una altra forma metaestable
- Oxigen sòlid, que existeix en 6 fases diversament acolorides, de la qual una és O
8 i l'altra metàl·lica

## Oxigen atòmic
L'oxigen atòmic és molt reactiu; sobre la superfície de la Terra no existeix naturalment durant un llarg temps, però en l'espai la presència de molta radiació ultraviolada dona com a resultat en les òrbites baixes de l'atmosfera fins un 96% d'oxigen atòmic.

## Dioxigen
És l'al·lòtrop més comú d'oxigen elemental sobre la Terra, O
2, generalment es coneix com a oxigen, però pot ser anomenat dioxigen per a distingir-lo del mateix element. Es troba en aquesta forma en un 21% del volum de l'atmosfera terrestre. Es pot trobar en l'estadi metaestable de singlet o bé en el de triplet.

## Ozó
L'ozó és oxigen triatòmic (O₃). És un al·lòtrop d'oxigen molt reactiu i destrueix materials com la goma i els teixits (la roba) i a més danya els teixits del pulmó.

## Tetraoxigen
A partir de principis del segle XX es va sospitar de l'existència del tetraoxigen però no va ser identificat fins a l'any 2001 per un equip de la Universitat de Roma dirigit per F. Cacace. La seva molècula és O
4.

## Fases de l'oxigen sòlid
Hi ha fases conegudes de l'oxigen sòlid. Una d'elles és un grup vermell fosc O
8. Quan l'oxigen està subjecte a una pressió de 96 GPa, esdevé metàl·lic de manera similar a com ho fa l'hidrogen, i esdevé més similar als calcogens pesants com el tel·luri i el poloni, tots dos de caràcter metàl·lic significatiu. A temperatures molt baixes aquesta fase presenta a més superconductivitat.